# Gerd Kashāneh
Gerd Kashāneh (persiska: Gerdak Shāneh, گرد کشانه) är en ort i Iran.   Den ligger i provinsen Västazarbaijan, i den nordvästra delen av landet, 600 km väster om huvudstaden Teheran. Gerd Kashāneh ligger 1 453 meter över havet och antalet invånare är 2 832.
Terrängen runt Gerd Kashāneh är kuperad.Runt Gerd Kashāneh är det ganska glesbefolkat, med 48 invånare per kvadratkilometer. Närmaste större samhälle är Piranshahr, 16,2 km sydväst om Gerd Kashāneh. Trakten runt Gerd Kashāneh består till största delen av jordbruksmark.